# Petyr Midilew
Petyr Iwanow Midilew (bułg. Петър Иванов Мидилев, ur. 8 listopada 1875 w Sliwenie, zm. 22 marca 1939 w Sofii) – bułgarski wojskowy i polityk, generał major, minister sprawiedliwości Carstwa Bułgarii (1934), minister spraw wewnętrznych (1934-1935).

## Życiorys
Urodził się w Sliwenie. W 1897 ukończył szkołę wojskową w Sofii, naukę kontynuował w Nikołajewskiej Akademii Sztabu Generalnego w Sankt Petersburgu, którą ukończył w 1907. W czasie wojen bałkańskich służył w sztabie 3 bałkańskiej dywizji piechoty. W 1915 objął stanowisko szefa sztabu 2 trackiej dywizji piechoty, a w 1917 po awansie na stopień pułkownika objął dowództwo 58 pułku piechoty i szefa wydziału operacyjnego 1 Armii. Po zakończeniu wojny objął stanowisko komendanta szkoły wojskowej w Sofii. W 1919 objął stanowisko głównego intendenta armii bułgarskiej, a następnie szefa sztabu generalnego. Działał w Związku Wojskowym, w związku z czym w 1920 został przeniesiony do rezerwy. Następnie zaangażował się w działalność związku oficerów rezerwy. W 1934 brał udział w przygotowaniach do przewrotu wojskowego. Po przewrocie objął stanowisko ministra sprawiedliwości, a następnie ministra spraw wewnętrznych w rządzie Kimona Georgiewa. Zmarł w 1939 w Sofii.
Był masonem, przez siedemnaście lat (1919-1924, 1927-1939) pełnił funkcję przewodniczącego Wielkiej Loży Bułgarii.

## Awanse
- podporucznik (Подпоручик) (1897)
- porucznik  (Поручик) (1901)
- kapitan  (Капитан) (1904)
- major  (Майор) (1910)
- podpułkownik  (Подполковник) (1914)
- pułkownik  (Полковник) (1917)
- generał major  (Генерал-майор) (1930)

## Odznaczenia
- Order za Waleczność IV st., 1 kl. i 2 kl.
- Order Zasługi Wojskowej IV st.
- Order Świętego Aleksandra II st., III st. z mieczami i V st.
- Order za zasługi